# Mastigophorophyllum saxonicum
Mastigophorophyllum saxonicum är en mångfotingart som beskrevs av Karl Wilhelm Verhoeff 1910. Mastigophorophyllum saxonicum ingår i släktet Mastigophorophyllum och familjen Mastigophorophyllidae. Inga underarter finns listade i Catalogue of Life.